# Stadtwerke Dillingen

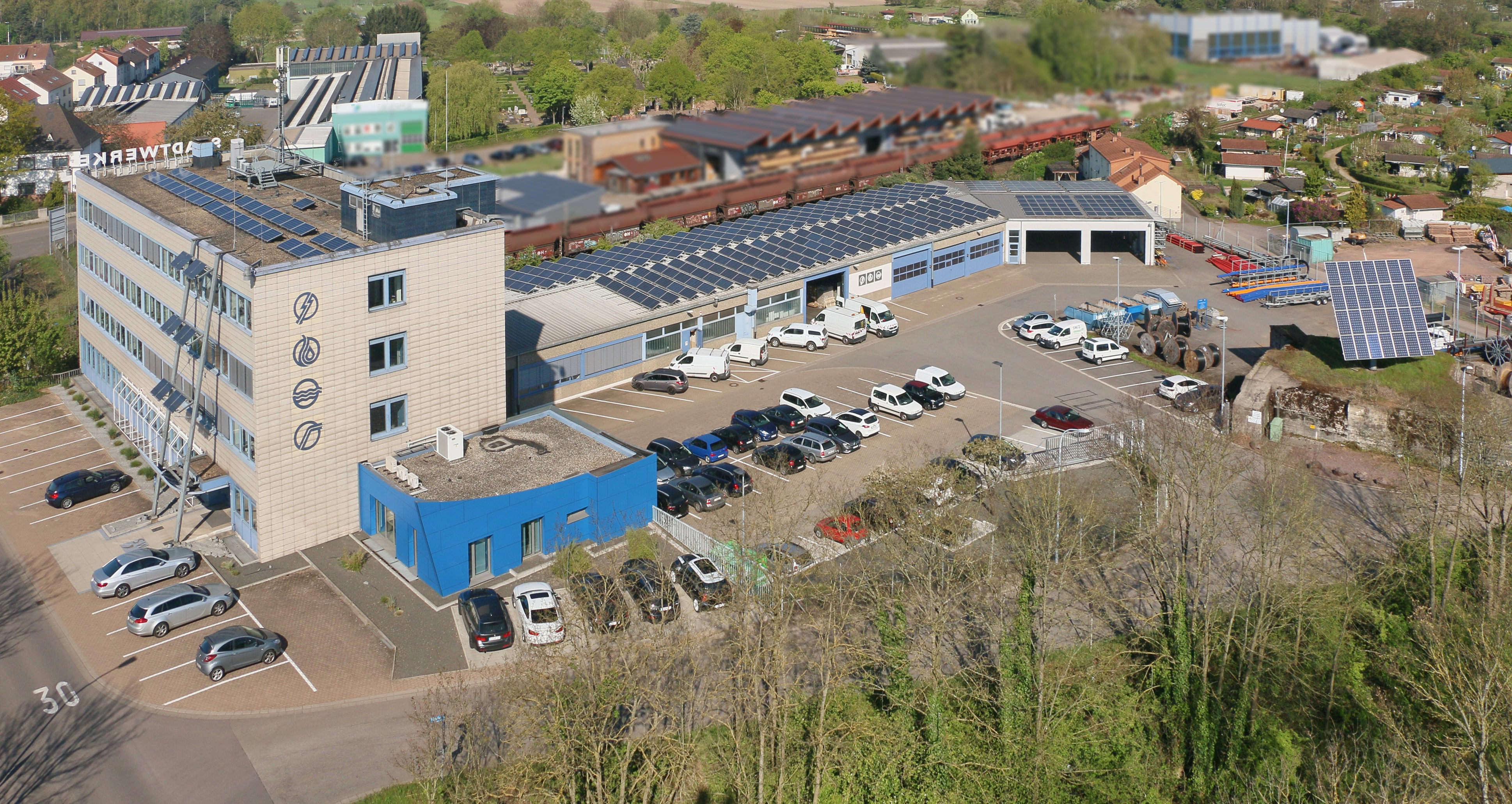
Standort Feldstraße

Die Stadtwerke Dillingen/Saar GmbH sind ein lokales Energieversorgungsunternehmen für Strom und Erdgas sowie ein Wasserversorger mit etwa 80 Mitarbeitern mit Sitz in Dillingen/Saar. Versorgt werden rund 21.000 Einwohner in Dillingen, Diefflen und Pachten.

## Betriebsstruktur
Ein kaufmännischer und ein technischer Geschäftsführer vertreten die Gesellschaft. Der Aufsichtsrat besteht aus 14 Mitgliedern. Vorsitzender des Aufsichtsrates ist der Bürgermeister der Stadt Dillingen/Saar. Beteiligt an der Stadtwerke Dillingen/Saar GmbH sind die Verkehrs- und Energiebeteiligungsgesellschaft der Stadt Dillingen/Saar mbH mit 46 %, die Stadt mit 5 % und die energis GmbH mit 49 %.
Die Umwandlung vom Eigenbetrieb der Stadt Dillingen/Saar zur GmbH erfolgte am 1. Januar 1971. Im Jahr 2010 wurde zusätzlich die Stadtwerke Dillingen/Saar Netzgesellschaft mbH gegründet.

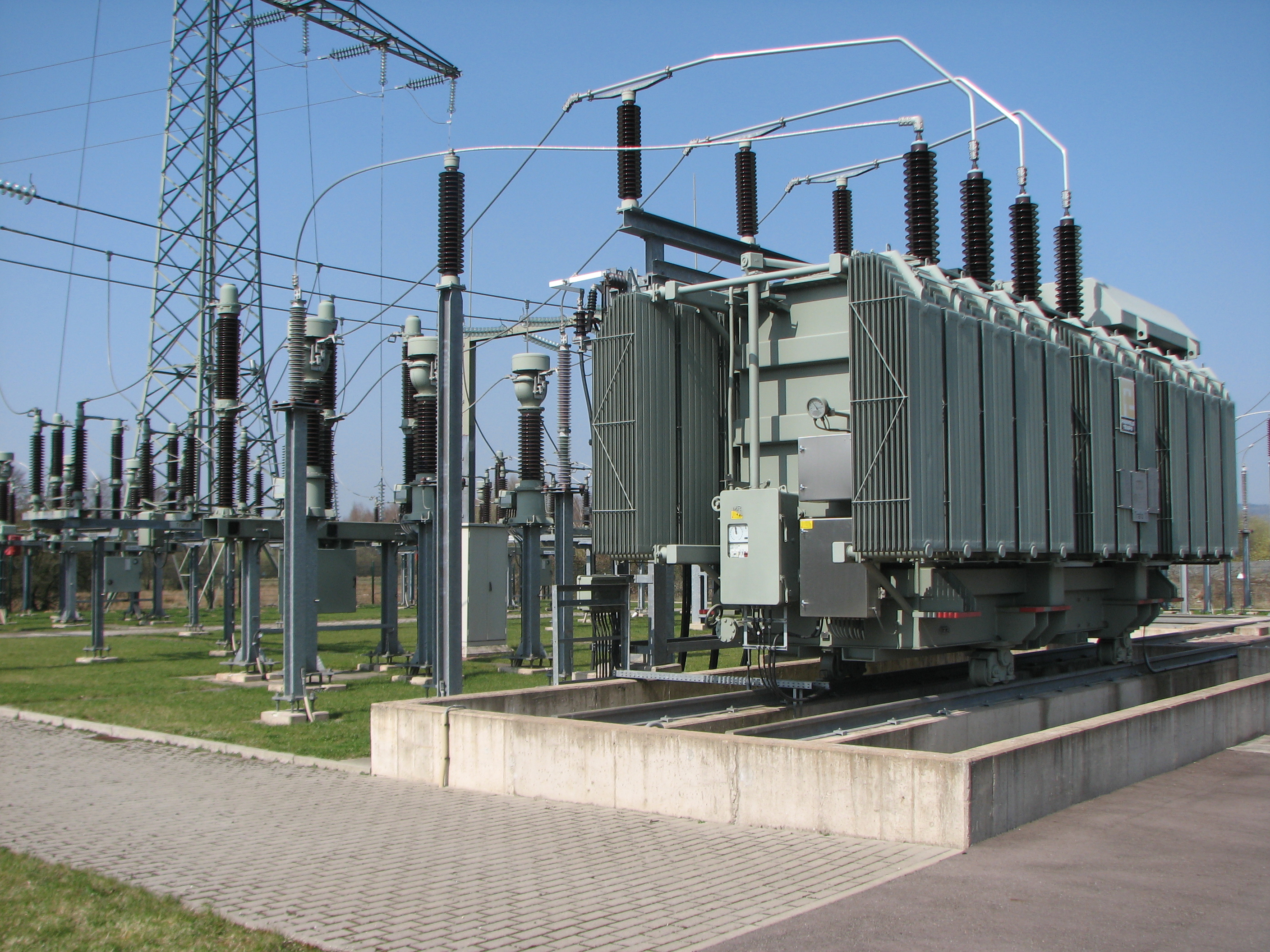

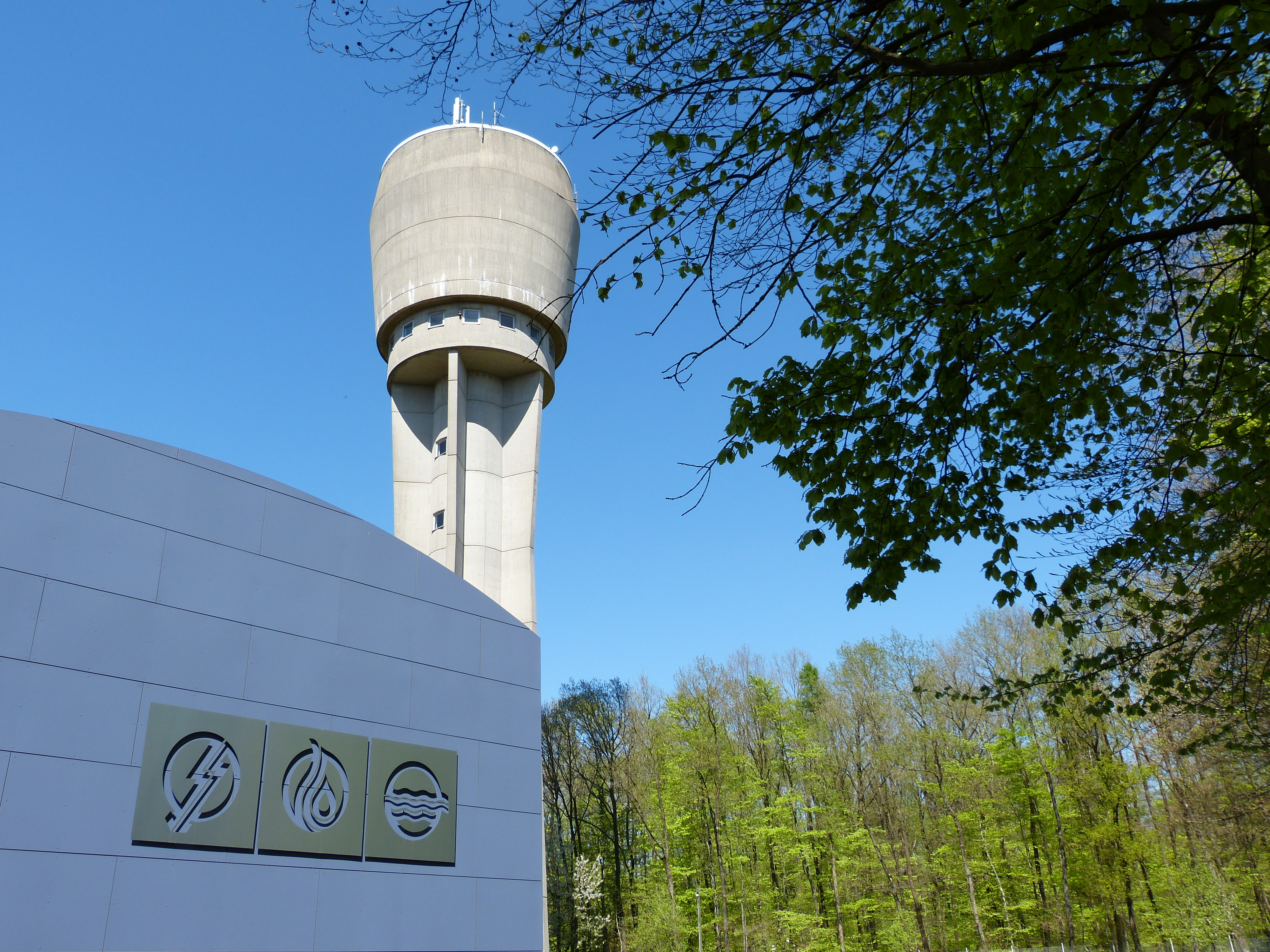

## Zulieferer und Wasserbrunnen
Vorgelagerter Hochspannungsnetzbetreiber ist die VSE Verteilnetz GmbH. An der Übergabestation „Pachten“ werden 110 kV übernommen. Von dort aus wird der Strom über 130 Netzstationen in das 10-kV- bzw. 0,4-kV-Netz geleitet.
Vorgelagerter Gasnetzbetreiber ist die Creos Deutschland. Die Gasversorgung erfolgt über 4 Gasübergabestationen in das rund 115 km lange Niederdrucknetz. Seit Dezember 1977 wird das gesamte Versorgungsgebiet mit Erdgas in H-Qualität (H-Gas) beliefert.
Trinkwasser wird in den Gebieten Haienbachtal, Diefflen und Kondeler-Bachtal gewonnen und in das Stadtnetz eingespeist.

## Geschichte
Zwischen der Direktion der Dillinger Hüttenwerke und der Gemeinde Dillingen wurde am 28. Juli 1902 ein Abkommen getroffen. Darin wurde festgelegt, dass das zwischen Dillingen und Diefflen nördlich des Hüttengeländes und der Prims entlang liegende Terrain der Gemeinde Dillingen von ca. 40 Hektar gegen ein anderes Anwesen, das den Werken gehört, eingetauscht wird. Als Gegenleistung erhielt der Ort Dillingen Anschluss an die Wasserleitung und an die elektrische Beleuchtung der Dillinger Hütte, „die sich erboten hatte, den Abnehmern unter sehr coulanten Bedingungen die Anschlüsse herstellen zu lassen“. Damit war der erste Schritt in Richtung einer selbständigen, zentralen Strom- und Wasserversorgung getan. Die Geburtsstunde der heutigen Stadtwerke fällt daher auf den 29. Juli 1902, an dem Tag, an dem die Vertreter der Gemeinde zu diesem Projekt ihre Zustimmung gaben.